# Sport (Band)
Sport war eine Mitte der 1990er Jahre in Hamburg gegründete deutsche Band. Sänger und Gitarrist Felix Müller ist zugleich Gitarrist der Band Kante.

## Bandgeschichte
Sport wurde 1996 von Felix Müller gegründet, der Gesang, Gitarre und Songwriting übernahm. Zum Line-up des Trios gehören außerdem Schlagzeuger Martin Boeters und, der Bassist Christian Smukal, der in Hamburg einen Gitarrenhandel besaß. 1997 erschien die EP Alles in Ordnung als Doppel-7′’ in Eigenproduktion. 2001 erschien das Debütalbum These Rooms Are Made for Waiting, das die Band erstmals auch überregional bekannt machte.
2006 erschien das zweite Album Aufstieg und Fall der Gruppe Sport, das vor allem auch in Kritikerkreisen populär wurde. 2008 folgt das dritte Album Unter den Wolken.
2012 erschien das Abschiedswerk Aus der Asche, aus dem Staub. Auf dem Album gab es mit Dünnes Eis ein Duett mit Songwriterin Masha Qrella. Im Anschluss trennt sich die Band.
Postum erschien 2021 das Livealbum Ein Ende – Live 2012, das die Konzerte der Abschiedstournee 2012 zusammenfasst. 2022 folgt die Kompilation Paint It Black (1996–2009), die Raritäten aus dem Backkatalog enthält. 2021 erschien außerdem eine Neuauflage der Debüt-EP.
Am 7. Juli 2022  verstarb der ehemalige Bassist Christian Smukal im Alter von nur 52 Jahren an Nierenkrebs verstarb. Er spielte später in der Band Moor, die 2023 nach seinem Tod ihr Debütalbum veröffentlichten, auf dem er noch zu hören ist.

## Musikstil
Musikalisch unterscheidet sich Sport deutlich von Kante. Zwar spielen sie durchaus Musik in der Nähe zur Hamburger Schule, insbesondere durch die Melancholie der Musik. Sie sind jedoch ähnlich wie die frühen Tocotronic deutlicher vom Grunge und Indie-Rock beeinflusst. Auch Elemente des Stoner Rock wie bei Kyuss und Queens of the Stone Age finden sich in der Musik. Mit dem dritten Album kamen außerdem Hardcore-Punk- und Post-Hardcore-Einflüsse hinzu. Typisch für die Hamburger Schule sind auch die textlichen Themen, die sich um diffuse Befindlichkeiten und innere Werte drehen.

## Diskografie

### Alben
- 2001: These Rooms Are Made for Waiting (Fidel Bastro)
- 2006: Aufstieg und Fall der Gruppe Sport (Strange Ways Recordings)
- 2008: Unter den Wolken (Strange Ways Recordings)
- 2012: Aus der Asche, aus dem Staub (Strange Ways Recordings)
- 2021: Ein Ende – Live 2012 (Fidel Bastro)

### Kompilationen
- 2022: Paint It Black (1996–2009) (Fidel Bastro)

### EPs
- 1997: Alles in Ordnung (2x7′’, Eigenproduktion)

### Split-Veröffentlichungen
- 2011: Fast and Frightening / Touch Me I'm Sick (Intro, Split-7′’)

### Singles
- 2006: Schönen Gruß, die Satelliten
- 2007: Burning of the Mitleid Lamp
- 2022: Homerun (digitale Single)